# Viktoria Gurova
Viktoria Vladimirovna Gurova (ryska: Виктория Владимировна Гурова), född den 22 maj 1982 i Sotji, är en rysk friidrottare som tävlar i tresteg. 
Gurovas genombrott kom när hon blev silvermedaljör vid universiaden 2003. Hon deltog vid Olympiska sommarspelen 2004 men lyckades inte att kvalificera sig till finalen. 
Vid inomhus-EM 2005 blev hon guldmedaljör efter ett hopp på 14,74. Hon var i final vid VM i Helsingfors samma år, men slutade där bara tia.
Vid Olympiska sommarspelen 2008 var hon åter i final och slutade denna gång på en sjunde plats efter att ha hoppat 14,77.

## Personliga rekord
- Tresteg - 14,85 meter